# Fustuarium
Il fustuarium (dal latino fustis, un mazzo di bastoni) era una forma di esecuzione capitale praticata presso i militi dell'antica Roma mediante bastoni, che fu ripresa successivamente anche da altri eserciti, in forme analoghe.
Poiché il lassismo nel servizio di guardia o la diserzione potevano compromettere un intero corpo militare e magari anche lo stato romano, un milite negligente in un servizio cruciale era passibile di venir considerato indegno dell'uniforme, denudato e battuto con bastoni e sassi fino alla sua morte dai propri commilitoni, dei quali aveva tradito la fiducia (vedi punizioni militari romane). La bastonatura era, inoltre, inflitta anche a chi avesse rubato qualcosa nell'accampamento, a chi avesse testimoniato il falso, a quei giovani che fossero stati sorpresi ad abusare del proprio corpo e a chi fosse già stato punito tre volte per le stesse ragioni.
Si trattava dell'esercizio collettivo di un provvedimento estremo di imposizione della disciplina contro ciò che veniva considerata una forma passiva di tradimento.
Questo tipo di esecuzione venne anche utilizzata per porre in atto provvedimenti di decimazione (esecuzione di un milite ogni dieci), utilizzando però le spade al posto delle mazze.